# Hermann Scheuringer
Hermann Scheuringer (* 19. Juli 1957) ist ein Germanist sowie Begründer und wissenschaftlicher Leiter des Forschungsunternehmens Sprachatlas von Oberösterreich am Adalbert-Stifter-Institut des Landes Oberösterreich.
Hermann Scheuringer studierte von 1975 bis 1982 Germanistik und Anglistik in Wien. Er promovierte 1982 und habilitierte 1991.

## Veröffentlichungen
- Sprachstabilität und Sprachvariabilität im nördlichen oberösterreichischen Innviertel und im angrenzenden Niederbayern (= Schriften zur deutschen Sprache in Österreich. Bd. 9). Braumüller, Wien 1985, ISBN 3-7003-0617-2 (Für den Druck überarbeitete Fassung der Dissertation, Wien, Universität, 1982).
- Sprachentwicklung in Bayern und Österreich. Eine Analyse des Substandardverhaltens der Städte Braunau am Inn (Österreich) und Simbach am Inn (Bayern) und ihres Umlandes (= Beiträge zur Sprachwissenschaft. Bd. 3). Buske, Hamburg 1990, ISBN 3-87118-963-4 (Zugleich: Habilitationsschrift Universität Wien 1990).
- Geschichte der deutschen Rechtschreibung. Ein Überblick. Mit einer Einführung zur Neuregelung ab 1998 (= Schriften zur diachronen Sprachwissenschaft. Bd. 4). Edition Praesens, Wien 1996, ISBN 3-901126-94-5.
- mit Stephan Gaisbauer: Sprachatlas von Oberösterreich. (SAO). Herausgegeben vom Adalbert-Stifter-Institut des Landes Oberösterreich. Adalbert-Stifter-Institut, Linz 1998 ff., ISBN 3-900424-13-6.
- mit Christian Stang: Die deutsche Rechtschreibung. Geschichte – Reformdiskussion – Neuregelung. Edition Praesens, Wien 2004, ISBN 3-7069-0224-9
- Zwischen Böhmen, Banat und Bukowina. Deutsch in Mittel-, Ost- und Südosteuropa in Gabriele Leupold, Eveline Passet Hgg.: Im Bergwerk der Sprache. Eine Geschichte des Deutschen in Episoden. Wallstein Verlag, Göttingen 2012, S. 286–306 (Inhaltsverzeichnis bei Deutsche Nationalbibliothek)
  - Rezension: Kein Ey gleicht dem anderen, von Vera Viehöver, in ReLÜ, Rezensionen online, Nr. 14, 17. März 2013

| Personendaten    | Personendaten                              |
| ---------------- | ------------------------------------------ |
| NAME             | Scheuringer, Hermann                       |
| KURZBESCHREIBUNG | österreichischer Germanist und Unternehmer |
| GEBURTSDATUM     | 19. Juli 1957                              |